# Хутор-Михайловский (станция)
Ху́тор-Миха́йловский — узловая железнодорожная станция Юго-Западной железной дороги. Расположена в городе Дружба Сумской области. Через узловую железнодорожную станцию Хутор-Михайловский проходит магистраль Киев — Москва и бывшая магистраль Орша — Донецк (сейчас это две локальные внутригосударственные линии Хутор-Михайловский — Чигинок (линия с 2014 года закрыта, более того, путь разобран) и Хутор-Михайловский — Эсмань).

## История
Станция была построена при строительстве линии Конотоп — Брянск в 1893 году и первоначально называлась ст. Юрасовка.
После начала Великой Отечественной войны с начала июля 1941 года техническое прикрытие участка железной дороги взяла на себя 5-я железнодорожная бригада (83-й батальон бригады обеспечивал защиту и поездную работу на линии Бахмач - Конотоп - Хутор-Михайловский; 77-й строительно-путевой батальон - на линиях Конотоп - Ворожба и Ворожба - Хутор-Михайловский). Осенью 1941 года станцию оккупировали наступающие немецкие войска, вслед за этим для охраны железнодорожного узла и складов при железнодорожной станции здесь был оставлен немецко-полицейский гарнизон. 27 августа 1943 года станцию освободили войска 75-й гвардейской стрелковой дивизии.
В 1967 году станция была электрифицирована.
После распада СССР и провозглашения независимости Украины был создан таможенный пост «Хутор-Михайловский», который подчинён Сумской таможне и находится в зоне ответственности Сумского пограничного отряда Восточного регионального управления ГПСУ (на станции находится отделение пограничного контроля «Хутор-Михайловский», которое контролирует транспортные средства, грузы, лиц, пересекающих государственную границу Украины).

## Современное состояние
Ежемесячно через таможенный пост проходит около 2 млн. тонн грузов и не менее 700 тысяч человек[уточнить].
С февраля 2023 году ходят пассажирские поезда Тернополь - Киев - Хутор Михайловский (№ № 770/769)